# Epidendrum glumarum
Epidendrum glumarum är en orkidéart som beskrevs av Fritz Hamer och Leslie Andrew Garay. Epidendrum glumarum ingår i släktet Epidendrum och familjen orkidéer. Inga underarter finns listade i Catalogue of Life.